# Puławy (Landgemeinde)
Die Gmina wiejska Puławy ist eine Landgemeinde im Powiat Puławski der Woiwodschaft Lublin in Polen, Sitz der Gemeinde ist die Kreisstadt Puławy, die jedoch der Landgemeinde nicht angehört. Die Landgemeinde hat eine Fläche von 160,8 km² und 12.162 Einwohner (Stand 31. Dezember 2020).

## Verwaltungsgeschichte
Von 1975 bis 1998 gehörte die Gmina zur anders zugeschnittenen Woiwodschaft Lublin.

## Gliederung
Zur Landgemeinde Puławy gehören folgende 29 Schulzenämter:
Anielin
Borowa
Bronowice
Dobrosławów
Gołąb I
Gołąb II
Góra Puławska
Góra Puławska-Osiedle
Janów-Sosnów
Jaroszyn
Kajetanów
Klikawa
Kochanów
Kolonia Góra Puławska
Kowala
Leokadiów
Łęka
Matygi
Niebrzegów
Nieciecz
Opatkowice
Pachnowola
Piskorów
Polesie
Skoki
Smogorzów
Tomaszów
Wólka Gołębska
Zarzecze.
Weitere Orte der Landgemeinde sind Borowina und Sadłowice.